# Tödliche Liebe (1953)
Tödliche Liebe ist ein deutscher Aufklärungsfilm von Fred Barius und Paul Pfeiffer, der 1952 entstand und 1953 in die Kinos kam.

## Handlung
In den Kellerräumen einer Großmarkthandlung werden Kinder beim Äpfelstehlen erwischt und verjagt. Ein Mann verspricht einem Mädchen, ihm schöne Äpfel zu schenken, führt es durch dunkle Gänge und ermordet es hinter einem Bretterverschlag. Der Mann wird entdeckt, verfolgt und schließlich gefangen genommen. Ein Gerichtspsychiater erklärt einem Polizeireporter ungerührt die Gründe für das Verhalten des Täters: sexueller Minderwertigkeitskomplex und Mord aus Angst vor Entdeckung.
Der Polizeireporter sucht nun den mit ihm befreundeten Polizeiarzt auf, um mehr über die Gefahren der Liebe zu hören. Dieser berichtet ihm von einem schwangeren Mädchen, das von mehreren Ärzten abgewiesen wurde und schließlich eine Abtreiberin aufsucht. Dabei kommt es zur Perforation. Die Schwerverletzte wird aus der Wohnung gestoßen, in einem Park aufgefunden und ins Krankenhaus gebracht. Dort wird eine Laparotomie durchgeführt, die in allen Einzelheiten zu sehen ist, bis die Patientin auf dem Operationstisch stirbt.
In einem Kolleg sieht sich der Polizeireporter mit Medizinstudenten einen Lehrfilm mit einigen Großaufnahmen über den Verlauf von Gonorrhoe und Lues an. Das Problem wird anhand eines glücklichen Ehepaares veranschaulicht: Nach einer Fehlgeburt der Frau muss der Ehemann zugeben, dass er sich mit Lues infiziert hatte. Die verzweifelte Frau zerschlägt ihren Handspiegel und öffnet sich mit einem Splitter die Pulsader, wird aber von der zufällig eintreffenden Krankenschwester gerettet. Es folgt eine Scheidungsklage mit Gerichtsprozess, bis die Frau es sich anders überlegt und ihrem Mann verzeiht.

## Hintergrund
Der Film wurde laut Zeitungsinserat in München unter Mitwirkung von Ärzten, Universitätsinstituten und Polizeibehörden gedreht. Die Uraufführung erfolgte am 18. Februar 1953 auf dem Karlsplatz in Düsseldorf. Nach einer Pressekonferenz zum Thema Pressesensationen, Volksgesundheit und Medizin sah sich die Ärzteschaft gezwungen, zur Kritik an Praktiken in den eigenen Reihen Stellung zu nehmen. Im Bayerischen Ärzteblatt Heft 3, März 1953 beschäftigte sich Dr. W. Wack ausführlich mit dem Film. Er bezeichnete ihn als „kein Ruhmesblatt“ für die Ärzteschaft und fragte sich, „wozu dieser Film überhaupt gedreht wurde“. Er wusste zu berichten, dass auf den Litfaßsäulen als Drehbuchautor ein Dr. X. genannt sei, der als „Mitglied namhafter ärztlicher Organisationen“ bezeichnet werde. Dr. Wack berichtete, dass sich bei der von ihm besuchten Vorführung der Zuschauerraum im Laufe der Vorstellung fast bis zur Hälfte leerte und dass seines Wissens „der Film nach wenigen Tagen Laufzeit in den meisten Lichtspielhäusern mangels genügenden Besuchs abgesetzt werden mußte.“

## Kritiken
Der Katholische Filmdienst bezeichnete Tödliche Liebe in einer zeitgenössischen Stellungnahme als völlig minderwertigen Aufklärungsfilm.